# Comuna Kalacikivți, Camenița
Kalacikivți (în ucraineană Калачківці) este o comună în raionul Camenița, regiunea Hmelnîțkîi, Ucraina, formată din satele Demșîn, Kalacikivți (reședința), Patrînți, Rohizna și Subici.

## Demografie
Componența lingvistică a comunei Kalacikivți
     Ucraineană (99,42%)
     Alte limbi (0,58%)
Conform recensământului din 2001, majoritatea populației comunei Kalacikivți era vorbitoare de ucraineană (99,42%), existând în minoritate și vorbitori de alte limbi.